# 馬耳他經濟
馬耳他經濟的優勢包括石灰岩資源豐富、地理位置優越和勞動人口生產力高。馬耳他只生產食品需求的兩成左右，淡水供應有量有限，沒有國內的能源來源。該國經濟依賴於外貿、製造業（尤其是電子產品）、旅遊業和金融服務。在2003年，該國接待超過120萬名遊客。
馬耳他人均國內生產總值23,200美元，富裕程度處於歐盟國家中游位置。該國在2004年加入歐盟，政府的新政策改善大額預算赤字的關鍵問題，在2008年1月1日加入歐元區。
2010年，馬耳他的平均年度總收入為21,446歐元，比歐盟平均水平26,497歐元低約5,000歐元。
拿破崙戰爭（1800至1815年）期間，馬耳他的經濟繁榮，成為主要貿易體系的中心點。在1808年，三分之二從馬耳他托運的貨物運往地中海東部地區和埃及，後來一半貨物以的里雅斯特為目的地。貨物主要是英國和其殖民地生產的商品。馬耳他的經濟因而變得蓬勃，許多工匠如織工在港口業找到新工作。
1820年，在希臘爆發納瓦里諾海戰期間，英國艦隊把總部設在馬耳他。1839年，半島東方輪船公司和英國東印度公司把馬耳他作為埃及和地中海東部地區的停靠港。
1869年，蘇伊士運河開通，進入馬耳他港口的貨運大幅增加，經濟大大受益，進入一個特殊時期。地中海成為「貿易的環球高速公路」，一些船舶在前往印度洋和遠東地區途中，停靠該國補給煤炭及各種必需品。
1871年到1881年期間，該國約八千名工人在碼頭工作，也有銀行開業。至1882年，馬耳他經濟達到繁榮高峰。
然而經濟蓬勃情況並不持久。19世紀末，經濟開始下滑，至1940年代出現嚴重經濟危機，主要原因是燃油大型船舶的發明，船舶不用在停泊該國的格蘭港(Grand Harbour)補給燃料，英國政府不得不擴充船塢。
第二次世界大戰結束時，馬耳他的戰略重要性達到最低點。現代空戰科技和原子彈的發明改變軍事基地的重要性。英國失去蘇伊士運河的控制權，從海軍造船廠撤出，船廠被改造為商業造船和船舶修理。

## 現代經濟
馬耳他經濟的優勢是其石灰岩資源豐富、地理位置優越和勞動人口生產力高。馬耳他只生產食品需求量的兩成，淡水供應有量有限，沒有國內的能源。經濟依賴於外貿、製造業（尤其是電子產品和製藥業）和旅遊業。歐洲經濟復蘇帶動出口業、旅遊業和整體經濟增長。馬耳他自2008年1月1日起採用歐元。
1987年，入境旅遊人數和旅遊業的外匯收入增長出現分水嶺，分別較上年增長30％和63％， 其後一直穩步增長。在九一一襲擊事件後，旅遊業遭受短暫的打擊。
環球經濟環境向好、國內資源充裕和支持外貿出口投資的工業政策，使經濟一直能保持快速增長。在1990年代，馬耳他經濟的增長步伐持續快速，主要是由於政府大量增加支出擴大內需，加上商品和服務出口增加。
在經濟持續快速增長的情況下，失業率維持在偏低水平。雖然非法入境者存在，但勞動市場的壓力因技術勞工普遍短缺而增加，實際收入增長加速。
在利率管制的環境下，公共和私人機構的信貸需求不斷增長，導致銀行向私人機構實施信貸配給和引進非利息費用。儘管這些壓力存在，但消費物價通脹率仍然偏低（馬耳他中央銀行2007年第二季度報告公布為2.2%），反映與歐元掛鉤固定匯率和價格管制的影響。
馬耳他政府一直奉行增加經濟自由和私有化的政策，改變依賴政府干預，讓自由市場機制發揮更大的作用。雖然已經出現很大的變化，但該國經濟仍受監管。
馬耳他有穩健的基礎生產高增值產品如電子產品和藥品，製造業有250多間外商擁有的出口企業。旅遊業佔國內生產總值的35％。電影製作是另一個增長的行業，在1997年至2011年間的價值約3,500萬歐元，雖然來自東歐和北非的電影拍攝地點帶來激烈競爭，但馬耳他電影委員會向外國電影公司提供支援服務，製作電影（過去幾年在馬耳他拍攝的電影包括《帝國驕雄》、《特洛伊：木馬屠城》、《慕尼黑》、《絕世英豪》(Count of Monte Cristo)和《地球末日戰》等)、廣告和電視連續劇。
2001至2004年期間， 旅遊業和其他產業的發展步伐放慢，平均實質國內生產總值增長0.4％。失業率下降至4.4％，是3年來的最低水平。許多國有企業私有化，市場也變得自由化。
馬耳他的公共債務從1988年的56%增加至1999年的69.1％，政府的財政政策的目標是減少財政赤字。赤字在2007年佔國內生產總值少於3％，符合歐元區成員的要求，但選舉前支出令比例增加至2008年的4.4%和2009年的3.8%。

### 能源
馬耳他有潛力發展太陽能和風力發電，現時所有電力幾乎來自進口石油。
能源和產能成本經常被詬病為歐洲最高，也是2013年選舉的關鍵議題。

### 工業
| 行業                       | 年均 就業人口 | 年均 人均收入 歐元 |
| -------------------------- | ------------- | ------------------ |
| 食品、飲料及煙草業         | 2,873         | 13,441             |
| 紡織及紡織製品業           | 422           | 15,512             |
| 服裝製品及成衣業           | 733           | 11,698             |
| 皮革製造及皮革製品業       | 185           | 9,308              |
| 木材及木製品業             | 78            | 12,000             |
| 造紙及紙製品業             | 265           | 15,698             |
| 出版及印刷業               | 1,669         | 17,615             |
| 化學品及化學產品業         | 1,038         | 19,052             |
| 橡膠及塑膠製品業           | 1,578         | 15,254             |
| 其他非金屬礦產製品業       | 766           | 11,928             |
| 金屬製品業                 | 596           | 14,451             |
| 其他機械及設備業           | 446           | 13,518             |
| 電力機械及儀器業           | 1,409         | 16,515             |
| 收音機、電視機及通訊設備業 | 3,168         | 18,673             |
| 醫療、精密及光學儀器業     | 877           | 15,582             |
| 汽車、拖車及半拖車業       | 50            | 10,220             |
| 其他運輸設備業             | 258           | 20,938             |
| 其他傢具及製造業           | 1,597         | 15,753             |
| 總計                       | 18,008        | 15,812             |

## 數據
電力 - 生產:
1,620 GWh (1998)
電力 - 生產來源:

化石燃料:
98.6%

水力發電:
0%

核能:
0%

再生能源:
1.4%

其他:
0% (1998)
電力 - 使用:
1,507 GWh (1998年)
電力 - 出口:
0 kWh (1998年)
電力 - 進口:
0 kWh (1998年)
農業 - 產品:
馬鈴薯、花椰菜、葡萄、小麥、大麥、番茄、柑橘、鮮切花、青椒、豬肉、牛奶、家禽、雞蛋
貨幣:
自2008年1月1日起，1歐元 = 100分

以前1馬耳他里拉 = 100分
匯率:
每1美元可兌馬耳他里拉金額 – 0.4086 (2000年1月), 0.3994 (1999年), 0.3885 (1998年), 0.3857 (1997年), 0.3604 (1996年), 0.3529 (1995年)
與歐元的固定匯率︰每1歐元可兌0.4293馬耳他里拉 (2007年)

## 貧窮
貧窮和社會排斥是馬耳他面對的問題，但情況勝於歐盟。